# Ricky Rudd

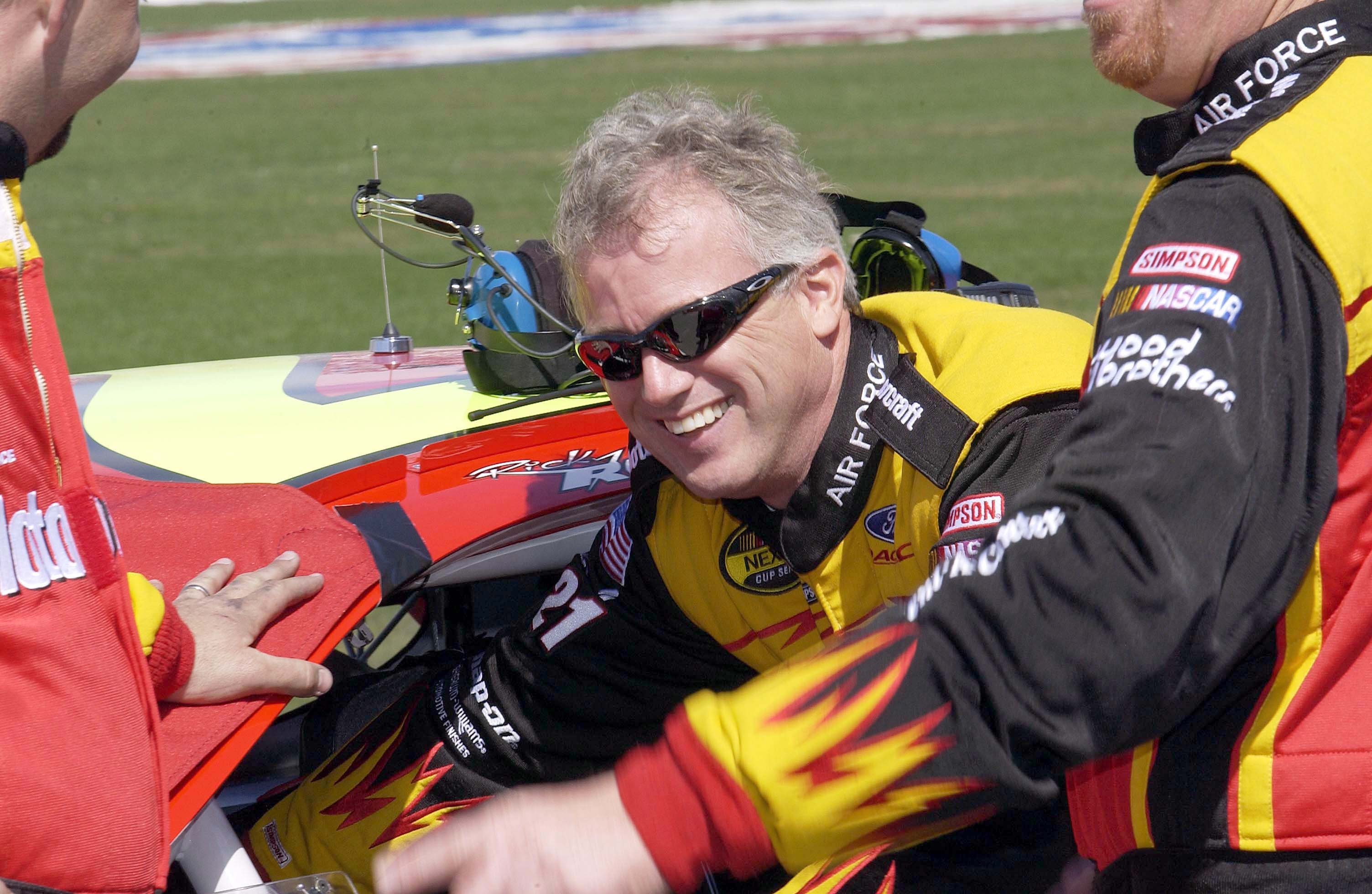
Ricky Rudd fotografiado en 2005

Richard Lee Rudd, más conocido como Ricky Rudd (12 de septiembre de 1956, Norfolk County, Virginia, Estados Unidos) es un piloto de automovilismo de velocidad retirado que se destacó en stock cars. Disputó 906 carreras en la Copa NASCAR entre los años 1975 y 2007, obteniendo 23 victorias y 194 top 5.
El mejor resultado de campeonato que logró Rudd fue subcampeón en 1991. También finalizó cuarto en 2001, quinto en 1986, 1994 y 2000, sexto en 1981, 1985, 1987 y 1996, séptimo en 1984, 1990 y 1992, octavo en 1989, noveno en 1982, 1983 y 1995, y décimo en 1993 y 2002. Entre sus triunfos se cuentan dos en Richmond, su pista local; una en las 400 Millas de Brickyard; y dos en cada uno de los tres circuitos mixtos: Riverside, Sears Point y Watkins Glen.
Rudd corrió para distintos equipos, entre ellos DiGard en 1981, Richard Childress en 1982 y 1983, Bud Moore desde 1984 hasta 1987, Rick Hendrick entre 1990 y 1993, su propio equipo Rudd Performance Motorsports desde 1994 hasta 1999, y Yates desde 2000 hasta 2002. De este modo, alternó entre automóviles Ford y las marcas de General Motors (Chevrolet, Buick y Pontiac).
Aparte de disputar la Copa NASCAR, Rudd corrió la International Race of Champions en 1992, 1993, 1995, 1996 y 2001. No consiguió ninguna victoria en 17 carreras, aunque fue campeón en 1992 con dos segundos y dos terceros puestos.